# روبرت شيهان
روبرت مايكل شيهان (بالإنجليزية: Robert Michael Sheehan)‏ ولد في (7 يناير 1988) في مقاطعة لاويس من جمهورية أيرلندا، ممثل أيرلندي، لعب بدور شخصية (دور ناثان) في المسلسل الدرامي «عدم الملائمة» الذي قدمته قناة إي فور. لعب بدور شخصية (دارين) في مسلسل «الحب/الكراهية». وكذلك فيلم «قنبلة الكرز» جنبا إلى جنب مع الممثل العالمي روبرت غرينت في عام 2009. وأيضا شارك في بطولة الفيلم الكوميدي «مقتل بونو» في عام 2011. ولديه ثلاثة ترشيحات من جوائز الأيرلندية للسينما والتلفزيون. وترشيح واحد من جائزة الأكاديمية البريطانية لفنون الفيلم والتلفزيون. وقال إنه يشارك أيضا على جائزة الأكاديمية البريطانية لفنون الفيلم والتلفزيون مع طاقم ممثلين من «عدم الملائمة».

## نشأته
روبرت هو أصغر أخوانه الثلاثة ووالده يدعى جو، وهو شرطي. ووالدته تدعى ماريا، وقد قال روبرت: 
| روبرت شيهان | "لست متأكدا إذا كنت أريد أن أكون طرفا فاعلا. أريد أن أذهب إلى الكلية ولكن ليس لدراسة التمثيل، ولكن أود أن أفعل ذلك لنرى أين يستغرق مني، ولذا فإنني سوف أبقي في ذلك". | روبرت شيهان |

وقال أن والديه كانا يفضلونه عن بقية أخوانه. وكانت والدته مديرة أعماله في الأيام الأولى للمهنة، وكذلك سائقه، مما دفعه إلى إجراء الاختبارات في مجال الفن وقام بالتمثيل في مجموعة من الأفلام. درس لمدة عام في «غالواي، مايو معهد التكنولوجيا» وهو في ال 17 من عمره، ولكنه ترك المعهد وقام بدخول مجال السينما والتلفزيون وهو صغير.

## مشواره الفني
ومنذ ذلك الحين ظهر في عدد من الأفلام الروائية بما في ذلك فيلم «قصة دبلن»، «غوست وود»، و«مخلوقات» و«صيف الصحن الطائر». على شاشة التلفزيون، وبدا أنه في 15 حلقة من مسلسل الأسترالي «الصرف الأجنبي». وفي آذار / مارس وأبريل 2008، وبدا أنه في الدور القيادي للالصراف أديسون في سلسلة قصيرة «الأجل منافسيه الصخرة» التي تنتجها للإنتاج يسفك من أجل القناة.
في يوليو 2008، ظهر في دور ليام في «الحلو المر»، وهو كوميديا جزئين من الدراما إخراج ايمز ديكلان. وفي مارس 2009 وانه ظهر في دور في ثلاثية الظلام قناة الرابعة «الخط الأحمر»، وثلاثة أفلام طول مجموعة ميزة في يوركشاير خلال 1970 و 1980, التي تظهر في جميع الحلقات الثلاث جنبا إلى جنب مع شون بين، ديفيد موريسي، أندرو غارفيلد، بيتر مولان، بيك ماكسين وكونسدين بادي. لعب دور البطولة باعتباره واحدا من الشخصيات الرئيسية في الفيلم الدرامي من المملكة المتحدة «قنبلة الكرز» (صدر في 2009) بجانب ممثل سلسلة أفلام هاري بوتر روبرت غرينت.
فهو يتألق حاليا على أنه مرتكب جريمة شاب يدعى ناثان الشباب في «عدم الملائمة» الدراما قناة إي فور الذي يتبع حكايات من خمس البالغين الشباب في خدمة المجتمع عن الجرائم الصغيرة الذين يجدون أن لديهم العظميين بعد عاصفة رعدية قوية الضربات لهم. ولعب دور البطولة باعتباره واحدا من الشخصيات الرئيسية بشخصية كاي فون في الفيلم الأكشن من الولايات المتحدة «موسم الساحرة» (صدر في 2011) بجانب الممثلين نيكولاس كيج، رون بيرلمان، كرستوفر لي. أعلن روبرت على 12 أبريل 2011 أنه سيترك إظهار «عدم الملائمة» للتركيز على شهادة فيلمه.
في عام 2010، تم ترشيحه «لجائزة الإفتاء النجم الصاعد الفئة». وفي أكتوبر 2010، ولعب بدور دارين، وهو عضو في دبلن العصابات في الدراما من أربعة أجزاء الحب / الكراهية في ار واحد في جمهورية أيرلندا. وقد تم تعيين شيهان للدور رائد في بريطانيا وإيطاليا الطبيعية المثيرة فيلم «البحر الكئيب». وفي مايو 2011 تم ترشيحه للحصول على جائزة بافتا في «ذكر ممثل مساعد» فئة لدوره في سلسلة مسلسلات «عدم الملائمة» في دور ناثان. في أكتوبر 2011، لعب شيهان دور البطولة في «شياطين أرجون روز لن تموت أبدا».
وقد ظهر شيهان في الموسم الثاني من الدراما بي بي سي سلسلة «الجرائم المتهمة». ولديه أيضا دورا في مسرحية روميو وبريتني من تأليف وإخراج الممثل الكوميدي ديفيد باديال. الفيلم هو محاكاة ساخرة هزلية من مسرحية روميو وجولييت. ومن المقرر أن يلعب شيهان بدور روميو، جنبا إلى جنب مع غيلان كارين، ويتم تعيين فيلم أن يكتمل في فصل الصيف. وقام روبرت بدور شخصية سيمون لويس في فيلم الخيالي «الأدوات المميتة: مدينة العظام» في عام 2013.
وفي قام 2019 قاد بأداء شخصية "كلاوس" أحد أبطال مسلسل الأبطال الخارقين "أكاديمية المظلة"

## فيلموغرافي

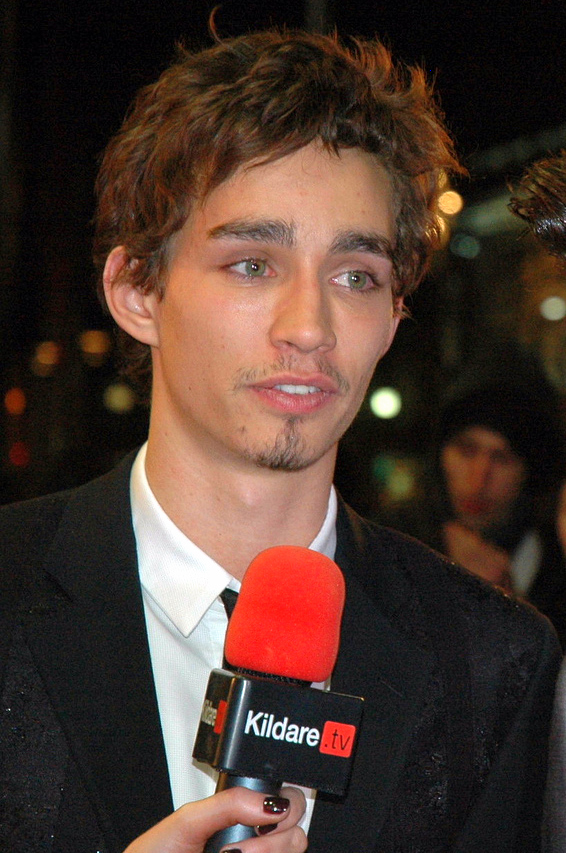
روبرت شيهان في برايم فيلم "مقتل بونو" من عام 2011

| السنة     | التلفزيون        |
| --------- | ---------------- |
| 2004      | الصرف الأجنبي    |
| 2005      | الشباب شفرات     |
| 2006      | العيادة          |
| 2006      | بيل والولد       |
| 2008      | وتيودرز          |
| 2008      | منافسيه روك      |
| 2008      | حلو ومر          |
| 2009      | الخط الأحمر      |
| 2009-2010 | عدم الملائمة     |
| 2010      | الخروج: الانخفاض |
| 2010      | الحب / الكراهية  |

| السنة | الفيلم                        |
| ----- | ----------------------------- |
| 2003  | وكواينين                      |
| 2003  | أغنية عن صبي الريغي           |
| 2003  | قصة دبلن                      |
| 2006  | غوست وود                      |
| 2007  | ومخلوقات                      |
| 2008  | الصيف من الصحن الطائر         |
| 2008  | فيل المنخفضة                  |
| 2009  | قنبلة الكرز                   |
| 2010  | أعمال الله                    |
| 2011  | موسم الساحرة                  |
| 2011  | انتحار الأطفال                |
| 2011  | قتل بونو                      |
| 2012  | روميو وجيرترود                |
| 2013  | الأدوات المميتة: مدينة العظام |

## الجوائز والترشيحات
| السنة | الجائزة                                               | الفئة                                                     | العمل           | النتيجة |
| ----- | ----------------------------------------------------- | --------------------------------------------------------- | --------------- | ------- |
| 2010  | "جوائز الأيرلندية للسينما والتلفزيون"                 | "النجم الصاعد"                                            | عدم الملائمة    | ترشح    |
| 2010  | "جائزة الأكاديمية البريطانية لفنون الفيلم والتلفزيون" | "جائزة تلفزيون (بالتقاسم مع طاقم ممثلين من عدم الملائمة)" | عدم الملائمة    | فاز     |
| 2011  | "جائزة الأكاديمية البريطانية لفنون الفيلم والتلفزيون" | "ممثل مساعد"                                              | عدم الملائمة    | ترشح    |
| 2011  | "جوائز الأيرلندية للسينما والتلفزيون"                 | "ممثل متكرر - في مجال التلفزيون"                          | عدم الملائمة    | ترشح    |
| 2012  | "جوائز الأيرلندية للسينما والتلفزيون"                 | "ممثل في دور ثانوي - في مجال التلفزيون"                   | عدم الملائمة    | ترشح    |
| 2013  | "جوائز الأيرلندية للسينما والتلفزيون"                 | "أفضل ممثل تلفزيوني"                                      | الحب / الكراهية | ترشح    |